# Crudia lacus
Crudia lacus är en ärtväxtart som beskrevs av Paul Carpenter Standley och Julian Alfred Steyermark. Crudia lacus ingår i släktet Crudia, och familjen ärtväxter. Inga underarter finns listade i Catalogue of Life.